# International Orchestra Safari Sound
La International Orchestra Safari Sound (abbreviato in IOSS) è un popolare gruppo musicale tanzaniano di musica dansi, attiva dal 1985 alla metà degli anni novanta.

## Storia
La International Orchestra Safari Sound fu fondata negli anni ottanta dall'uomo d'affari Hugo Kisima. Kisima era proprietario di un'altra celebre orchestra dansi, la Orchestra Safari Sound; nel 1985 decise di sciogliere la vecchia formazione e creare un nuovo gruppo con musicisti provenienti da altre orchestre affermate, soprattutto Milmani Park (che in seguito divenne la formazione rivale dell'IOSS per eccellenza). Come leader della nuova formazione furono scelti il cantante Muhiddin Maalin Gurumo e il chitarrista Abel Balthazar. Il principale compositore e cantante solista era Hassani Bitchuka.
Il principale stile (mtindo) della IOSS si chiama ndekule, termine legato alla tradizione delle danze guerriere ma che è anche un riferimento a un tipo di serpente. Il serpente divenne di conseguenza il simbolo del gruppo.
Negli anni ottanta IOSS e Milmani Park furono per diversi anni le orchestre dominanti della scena dansi. Questo periodo si chiuse fra il 1987 e il 1989 con l'abbandono di Bitchuka e Maalim, a cui seguì quello di altri membri del gruppo. Un ultimo periodo di gloria della IOSS si ebbe nei primi anni novanta, in seguito all'ingresso della formazione del chitarrista Nguza Mbangu, già membro della storica Orchestra Maquis Original. Mbangu creò un nuovo mtindo, chiamato rashikanda wasaa, e compose una hit di grande successo, Mageuzi. Nonostante questa rinascita, il proprietario del gruppo decise di sciogliere l'orchestra nel 1992.